# (4115) Peternorton
(4115) Peternorton (1982 QS3) – planetoida z pasa głównego asteroid okrążająca Słońce w ciągu 5,21 lat w średniej odległości 3 j.a. Odkryta 29 sierpnia 1982 roku.